# Аудиторская программа
Аудиторская программа или программа аудита — формализованная и документально оформленная совокупность методов и приёмов аудита, включающая список процедур для каждой конкретной аудиторской проверки. В понятие программа аудита также входят сроки исполнения всех процедур, исполнители, ресурсы и характер проверки. В соответствии с правилами (стандартами) программа аудита должна существовать только в форме документа. Программа предназначена для оперативного контроля за проведением аудита, но чаще применяется как инструкция для ассистентов аудитора.